# Président du Dáil Éireann
Le Président du Dáil Éireann (anglais : President of Dáil Éireann) est le chef de la République irlandaise révolutionnaire de 1919 à 1921. Le poste aussi connu sous le nom gaélique de Príomh Aire est créé dans la Constitution du Dáil adoptée par le Parlement de la République, Dáil Éireann, lors de sa première réunion, en janvier 1919. Le président est élu par le Dáil à la tête d'un cabinet appelé le « ministère ». Pendant la période de la République, il y a deux titulaires, Cathal Brugha (à titre provisoire) et Éamon de Valera.

## Présidents
| No. | Nom                 | Titre utilisé                           | Parti | Parti                          | Début du mandat  | Fin du mandat   |
| --- | ------------------- | --------------------------------------- | ----- | ------------------------------ | ---------------- | --------------- |
| 1.  | Cathal Brugha       | President of Dáil Éireann / Príomh Aire |       | Sinn Féin                      | 22 janvier 1919  | 1er avril 1919  |
| 2.  | Éamon de Valera     | President of Dáil Éireann / Príomh Aire |       | Sinn Féin                      | 1er avril 1919   | 26 août 1921    |
|     | Éamon de Valera     | President of the Republic               |       | Sinn Féin                      | 26 août 1921     | 9 janvier 1922  |
| 3.  | Arthur Griffith     | President of Dáil Éireann / Príomh Aire |       | Sinn Féin (pro-Treaty faction) | 10 janvier 1922  | 12 août 1922    |
| 4.  | William T. Cosgrave | President of Dáil Éireann / Príomh Aire |       | Sinn Féin (pro-Treaty faction) | 9 septembre 1922 | 6 décembre 1922 |